# Raveniola songi
Espèce
Raveniola songi est une espèce d'araignées mygalomorphes de la famille des Nemesiidae.

## Distribution
Cette espèce est endémique du Yunnan en Chine,. Elle se rencontre vers Shangri-La.

## Description
Le mâle holotype mesure 13,50 mm.

## Étymologie
Cette espèce est nommée en l'honneur de Da-xiang Song.

## Publication originale
- Zonstein & Marusik, 2012 : A review of the genus Raveniola (Araneae, Nemesiidae) in China, with notes on allied genera and description of four new species from Yunnan. ZooKeys, no 211, p. 71-99 (texte intégral).